# 타르스키 고정점 정리
순서론에서 타르스키 고정점 정리(영어: Tarski’s fixed point theorem) 또는 크나스터-타르스키 정리(영어: Knaster–Tarski theorem)는 완비 격자에서 자신으로 가는 단조함수의 고정점이 존재한다는 정리이다.
이는 이론 컴퓨터 과학의 형식 의미론 및 추상 해석 분야에서 중요한 정리이다.

## 정의
완비 격자 {\displaystyle L}과 단조함수 {\displaystyle f\colon L\to L}가 주어졌다고 하자. 타르스키 고정점 정리에 따르면, {\displaystyle f}의 고정점의 집합
{\displaystyle \operatorname {fix} (f)=\{a\in L\colon f(a)=a\}}
역시 완비 격자를 이룬다. (그러나, {\displaystyle \operatorname {fix} (f)}가 {\displaystyle L}의 부분 격자일 필요는 없다. 즉, {\displaystyle \operatorname {fix} (f)}에서의 상한과 하한은 {\displaystyle L}에서와 일치하지 않을 수 있다.) 특히, {\displaystyle f}의 최대 고정점과 최소 고정점이 존재하며, 특히 {\displaystyle f}는 적어도 하나의 고정점을 갖는다. 또한, {\displaystyle f}의 최대·최소 고정점은 각각 다음과 같이 주어진다.
{\displaystyle \bigvee \operatorname {fix} (f)=\bigvee \{a\in L\colon a\leq f(a)\}}
{\displaystyle \bigwedge \operatorname {fix} (f)=\bigwedge \{a\in L\colon a\geq f(a)\}}

### 증명
타르스키를 따라, 다음 순서대로 증명한다.
- (가) {\displaystyle \textstyle \bigvee \{a\in L\colon a\leq f(a)\}}는 {\displaystyle f}의 최대 고정점이다.
- (나) {\displaystyle \textstyle \bigwedge \{a\in L\colon a\geq f(a)\}}는 {\displaystyle f}의 최소 고정점이다.
- (다) {\displaystyle \operatorname {fix} (f)}는 완비 격자이다.

명제 (가)의 증명. {\displaystyle M=\{a\in L\colon a\leq f(a)\}}라고 하자. 임의의 {\displaystyle a\in M}에 대하여, {\displaystyle \textstyle a\leq \bigvee M}이므로, {\displaystyle \textstyle a\leq f(a)\leq f\left(\bigvee M\right)}이다. 따라서 {\displaystyle \textstyle \bigvee M\leq f\left(\bigvee M\right)}이다. 반대로, {\displaystyle \textstyle f\left(\bigvee M\right)\leq f\left(f\left(\bigvee M\right)\right)}이므로, {\displaystyle M}의 정의에 따라 {\displaystyle \textstyle f\left(\bigvee M\right)\in M}이다. 따라서 {\displaystyle \textstyle f\left(\bigvee M\right)\leq \bigvee M}이다. 따라서, {\displaystyle \textstyle \bigvee M}은 {\displaystyle f}의 고정점이다. 모든 고정점은 {\displaystyle M}에 속하므로, {\displaystyle \textstyle \bigvee M}은 {\displaystyle f}의 최대 고정점이다.
명제 (나)의 증명. {\displaystyle L}의 반대 격자 {\displaystyle L^{\operatorname {op} }}를 생각하자. {\displaystyle L^{\operatorname {op} }} 역시 완비 격자를 이루며, {\displaystyle f}는 {\displaystyle L^{\operatorname {op} }} 위에서도 단조함수이다. 따라서 {\displaystyle L^{\operatorname {op} }}에 대하여 명제 (가)가 성립한다. 이는 정확히 {\displaystyle L}에 대한 명제 (나)와 일치한다.
명제 (다)의 증명. {\displaystyle S}가 {\displaystyle \operatorname {fix} (f)}의 임의의 부분 집합이라고 하자. {\displaystyle \operatorname {fix} (f)}에서 {\displaystyle S}의 상한이 존재함을 보이면 충분하다. {\displaystyle S}의 {\displaystyle L}에서의 상한 {\displaystyle \textstyle \bigvee S}를 생각하자. 그렇다면 구간 {\displaystyle \textstyle \left[\bigvee S,\top \right]=\left\{a\in L\colon a\geq \bigvee S\right\}}는 {\displaystyle S}의 상계의 집합이며, 완비 격자를 이룬다 (이는 부분 격자이기도 하지만, 부분 완비 격자가 아닐 수 있다). 임의의 {\displaystyle s\in S}에 대하여 {\displaystyle \textstyle s=f(s)\leq f\left(\bigvee S\right)}이므로, {\displaystyle \textstyle \bigvee S\leq f\left(\bigvee S\right)}이다. {\displaystyle a\in L}에 대하여, 만약 {\displaystyle \textstyle a\geq \bigvee S}라면, {\displaystyle \textstyle f(a)\geq f\left(\bigvee S\right)\geq \bigvee S}이다. 따라서, {\displaystyle f}를 {\displaystyle \textstyle \left[\bigvee S,\top \right]} 위의 함수 {\displaystyle \textstyle f'\colon \left[\bigvee S,\top \right]\to \left[\bigvee S,\top \right]}로 여길 수 있다. 명제 (나)에 따라, {\displaystyle f'}의 최소 고정점이 존재한다. 이는 {\displaystyle f}의 고정점이며, {\displaystyle S}의 상계가 되는 가장 작은 {\displaystyle f}의 고정점이다. 다시 말해, {\displaystyle S}의 {\displaystyle \operatorname {fix} (f)}에서의 상한이다.

### 고정점 집합이 부분 격자가 아닌 경우
고정점 집합은 완비 격자이지만, 부분 격자가 아닐 수 있다. 예를 들어, 다음과 같은 부분 순서 집합을 생각하자.
{\displaystyle L=\{\bot ,a,a',b,\top \}}
{\displaystyle \bot <a,a'<b<\top }
그렇다면, {\displaystyle L}은 완비 격자를 이룬다. 이제 {\displaystyle f\colon L\to L}이며
{\displaystyle f(x)=x\qquad (x=\bot ,a,a',\top )}
{\displaystyle f(b)=\top }
라고 하자. {\displaystyle f}는 {\displaystyle L} 위의 단조함수이며, {\displaystyle a}와 {\displaystyle a'}은 {\displaystyle f}의 고정점이지만, {\displaystyle a\vee a'=b}는 {\displaystyle f}의 고정점이 아니다. ({\displaystyle a}와 {\displaystyle a'}의 {\displaystyle \operatorname {fix} (f)}에서의 상한은 {\displaystyle b}가 아닌 {\displaystyle \top }이다.) 따라서, {\displaystyle \operatorname {fix} (f)}는 {\displaystyle L}의 부분 격자가 아니다.

## 귀결
완비 격자는 공집합일 수 없으므로, 이 정리는 상기한 {\displaystyle f}에 적어도 한개의 고정점이 있음을, 나아가서 최소 고정점이 있음을 보장한다.
조건을 추가하여 임의의 부분 순서 집합에 대하여 유사한 결과를 증명할 수 있다. 이를 동역학계 이론에 적용하여 프랙탈의 일종인 반복함수계(iterated function system) 연구에 사용할 수 있다.
모든 증가수열 {\displaystyle x_{n}}에 대해 {\displaystyle f(\lim x_{n})=\lim f(x_{n})}이면, {\displaystyle f}의 최소 고정점은 {\displaystyle \lim f_{n}(0)}이며, 이는 정리의 구성적 버전(Kleene fixed-point theorem)을 제공한다.
이론 컴퓨터 과학에서, 단조함수에 대한 최소 고정점 정리는 프로그램 의미론을 정의하는 데 사용된다. 이 경우 특히 격자 L을 특정 집합의 모든 부분집합들을 모은 것, 즉 멱집합 격자로 가정하는 특수한 케이스에 대하여 집중하는 것이 일반적이다. 그리고 나서 f의 고정점이 되기 위해 필요한 조건을 가지는 최소의 집합을 찾아낸다.

## 역
반대로, 모든 단조함수의 고정점이 존재하는 격자는 완비 격자이다.:313, Theorem 2 즉, 타르스키 고정점 정리는 완비 격자의 정의로 삼을 수 있다. 그러나 모든 단조함수가 고정점이 존재하는 부분 순서 집합은 완비 격자일 필요가 없다.

### 역의 증명
격자 {\displaystyle L}이 완비 격자 위에 항상 고정점이 없는 단조함수 {\displaystyle f\colon L\to L}를 구성하면 족하다. 두 부분 집합 {\displaystyle A,B\subseteq L}에 대하여, 다음 조건들을 생각하자.
- (라) {\displaystyle A}는 정렬 전순서 집합이다.
- (마) {\displaystyle B}의 반대 순서 집합 {\displaystyle B^{\operatorname {op} }}는 정렬 전순서 집합이다.
- (바) 임의의 {\displaystyle a\in A} 및 {\displaystyle b\in B}에 대하여, {\displaystyle a<b}
- (사) 동시에 {\displaystyle A}의 상계이자 {\displaystyle B}의 하계인 {\displaystyle L}의 원소가 존재하지 않는다.

만약 {\displaystyle A}와 {\displaystyle B}가 위 조건들을 만족시킨다면, 함수
{\displaystyle f\colon L\to L}
{\displaystyle f\colon x\mapsto {\begin{cases}\min\{a\in A\colon a\not \leq x\}&\forall b\in B\colon x\leq b\\\max\{b\in B\colon x\not \leq b\}&\exists b\in B\colon x\not \leq b\end{cases}}}
는 단조함수이며, 고정점이 존재하지 않는다. 따라서, 조건 (라)~(사)를 만족시키는 {\displaystyle A}와 {\displaystyle B}를 찾는 것으로 족하다. 모든 부분 집합의 상한이 존재하는 부분 순서 집합은 완비 격자이므로, 상한이 없는 {\displaystyle L}의 부분 집합 {\displaystyle \{a''_{\alpha }\colon \alpha <\kappa \}}가 존재한다. 편의상 그 크기 {\displaystyle \kappa }가 최소라고 하자. {\displaystyle L}이 격자이므로, {\displaystyle \kappa }은 0이거나 무한 기수이다. 이제, 임의의 순서수 {\displaystyle \alpha <\kappa }에 대하여, {\displaystyle \{a''_{\beta }\colon \beta <\alpha \}}의 크기는 {\displaystyle \kappa }미만이므로, 상한
{\displaystyle a'_{\alpha }=\bigvee _{\beta <\alpha }a''_{\beta }}
이 존재한다. {\displaystyle (a'_{\alpha }\colon \alpha <\kappa )}는 단조 초한 점렬이지만, 순단조가 아닐 수 있다. 중복된 항을 제거하여 순단조 초한 점렬 {\displaystyle (a_{\alpha }\colon \alpha <\kappa )}로 만들자 (길이가 {\displaystyle \kappa }인 것은 {\displaystyle \kappa }의 최소성을 사용하여 보일 수 있다). 이 경우, {\displaystyle A=\{a_{\alpha }\colon \alpha <\kappa \}}는 정렬 전순서 집합이다. 만약 {\displaystyle A}의 상한이 존재한다면, 이는 {\displaystyle \{a''_{\alpha }\colon \alpha <\kappa \}}의 상한이 되어 모순이 일어난다. 따라서 {\displaystyle A}의 상한이 존재하지 않는다. {\displaystyle A}의 상계들로 구성된 순감소 초한 점렬들의 집합 위에 다음과 같은 부분 순서를 주자.
{\displaystyle (x_{\alpha }'\colon \alpha '<\alpha )\preceq (y_{\beta }'\colon \beta '<\beta )\iff \alpha \leq \beta ,\;x=y\upharpoonright \alpha }
즉, 끝에 항을 추가하면 더 큰 초한 점렬을 얻는다. 초른 보조정리에 따라, 이 부분 순서에 따른 극대 원소 {\displaystyle (b_{\alpha }\colon \alpha <\lambda )}가 존재한다 ({\displaystyle \lambda }가 기수일 필요는 없다). {\displaystyle B=\{b_{\alpha }\colon \alpha <\lambda \}}의 반대 순서 집합 {\displaystyle B^{\operatorname {op} }}은 정렬 전순서 집합이다. 만약 {\displaystyle \textstyle \bigwedge B}가 존재한다면, {\displaystyle \textstyle \bigwedge B} 역시 {\displaystyle A}의 상계이다. {\displaystyle A}의 상한이 존재하지 않으므로, {\displaystyle \textstyle \bigwedge B\not \leq b}인 {\displaystyle A}의 상계 {\displaystyle b\in L}가 존재한다. 이 경우, {\displaystyle \textstyle \bigwedge B\wedge b}는 {\displaystyle A}의 상계이며, {\displaystyle \textstyle \bigwedge B\wedge b<\bigwedge B}이다. 이는 {\displaystyle (b_{\alpha }\colon \alpha <\lambda )}의 극대성과 모순이다. 따라서, {\displaystyle B}의 하한 역시 존재하지 않는다. 이제, {\displaystyle A=\{a_{\alpha }\colon \alpha <\kappa \}}와 {\displaystyle B=\{b_{\alpha }\colon \alpha <\lambda \}}에 대하여 조건 (사)를 증명하는 일만 남았다. 귀류법을 사용하여, {\displaystyle b\in L}이 {\displaystyle A}의 상계이자 {\displaystyle B}의 하계라고 하자. 그렇다면, {\displaystyle (b_{\alpha }\colon \alpha <\lambda )}의 극대성에 따라 {\displaystyle b\in B}이다. 따라서 {\displaystyle b}는 {\displaystyle B}의 하한이며, 이는 모순이다.

## 일반화
격자 {\displaystyle L}의, 공집합이 아닌 두 부분 격자 {\displaystyle M}, {\displaystyle N}에 대하여, 다음과 같은 이항 관계를 정의하자.
{\displaystyle M\preceq N\iff \forall a\in M\forall b\in N\colon a\wedge b\in M,\;a\vee b\in N}
특히, 만약 {\displaystyle M\preceq N}이라면, 임의의 {\displaystyle a\in M}에 대하여, {\displaystyle a\leq b}인 {\displaystyle b\in N}이 존재하며, 마찬가지로 임의의 {\displaystyle b\in N}에 대하여, {\displaystyle a\leq b}인 {\displaystyle a\in M}이 존재한다. 즉, {\displaystyle M\subseteq \mathop {\downarrow } N}이며 {\displaystyle N\subseteq \mathop {\uparrow } M}이다. 이 이항 관계는 공집합이 아닌 부분 격자의 집합 위의 부분 순서를 이룬다. {\displaystyle L}의 원소는 자연스럽게 {\displaystyle L}의 부분 격자로 여길 수 있다. 이 경우, 부분 격자의 순서는 원소의 순서를 확장한다. 따라서, 아래의 정리는 타르스키 고정점 정리를 일반화한다.
다음이 주어졌다고 하자.
- 완비 격자 {\displaystyle L}
- 단조함수 {\displaystyle f\colon L\to (\operatorname {Sub} (L),{\preceq }|_{\operatorname {Sub} (L)})}. 여기서 {\displaystyle (\operatorname {Sub} (L),{\preceq }|_{\operatorname {Sub} (L)})}은 {\displaystyle L}의 부분 완비 격자의, 위에서 정의한 순서에 따른 부분 순서 집합이다. (부분 완비 격자는 완비 격자인 부분 격자보다 더 강한 개념이다. 전자는 모든 상한과 하한이 원래 격자와 일치하지만, 후자는 모든 유한 집합의 상한·하한의 일치만을 요구한다.)

그렇다면, {\displaystyle f}의 고정점 집합
{\displaystyle \operatorname {fix} (f)=\{a\in L\colon a\in f(a)\}}
은 완비 격자를 이룬다.:297, Theorem 1 또한, {\displaystyle f}의 최대·최소 고정점은 다음과 같다.
{\displaystyle \bigvee \operatorname {fix} (f)=\bigvee \{a\in L\colon a\in \mathop {\downarrow } f(a)\}}
{\displaystyle \bigwedge \operatorname {fix} (f)=\bigwedge \{a\in L\colon a\in \mathop {\uparrow } f(a)\}}

### 일반화의 증명
타르스키 고정점 정리의 증명과 유사하게, 다음 네 명제를 보인다. 이들 가운데 명제 (아)와 (자), 명제 (차)와 (카)는 서로 쌍대이므로 하나씩만 증명하여도 좋다.
- (아) {\displaystyle M=\{a\in L\colon a\in \mathop {\downarrow } f(a)\}}에 대하여, {\displaystyle \textstyle \bigvee M}은 {\displaystyle f}의 최대 고정점이다.
- (자) {\displaystyle N=\{a\in L\colon a\in \mathop {\uparrow } f(a)\}}에 대하여, {\displaystyle \textstyle \bigwedge N}은 {\displaystyle f}의 최소 고정점이다.
- (차) 모든 {\displaystyle S\subseteq \operatorname {fix} (f)}의 {\displaystyle \operatorname {fix} (f)}에서의 상한이 존재한다.
- (카) 모든 {\displaystyle S\subseteq \operatorname {fix} (f)}의 {\displaystyle \operatorname {fix} (f)}에서의 하한이 존재한다.

명제 (아)의 증명. {\displaystyle \operatorname {fix} (f)\subseteq M}이므로, {\displaystyle \textstyle \bigvee M\in \operatorname {fix} (f)}이면 충분하다. 임의의 {\displaystyle a\in M}가 주어졌다고 하자. {\displaystyle M}의 정의에 따라, {\displaystyle x_{a}\in f(a)}이며 {\displaystyle a\leq x_{a}}라고 하자. {\displaystyle \textstyle a\leq \bigvee M}이며 {\displaystyle f}가 단조함수이므로, {\displaystyle \textstyle y_{a}\in f\left(\bigvee M\right)}이며 {\displaystyle x_{a}\leq y_{a}}라고 하자. {\displaystyle \textstyle f\left(\bigvee M\right)}이 부분 완비 격자이므로, {\displaystyle \textstyle \bigvee _{a\in M}y_{a}\in f\left(\bigvee M\right)}이다. 임의의 {\displaystyle a\in M}에 대하여 {\displaystyle a\leq x_{a}\leq y_{a}}이므로, {\displaystyle \textstyle \bigvee M\leq \bigvee _{a\in M}y_{a}}이다. {\displaystyle f}의 단조성에 따라, {\displaystyle \textstyle \bigvee _{a\in M}y_{a}\leq z}인 {\displaystyle \textstyle z\in f\left(\bigvee _{a\in M}y_{a}\right)}가 존재한다. 즉, {\displaystyle \textstyle \bigvee _{a\in M}y_{a}\in M}이며, 따라서 {\displaystyle \textstyle \bigvee _{a\in M}y_{a}\leq \bigvee M}이다. 따라서, {\displaystyle \textstyle \bigvee M=\bigvee _{a\in M}y_{a}\in f\left(\bigvee M\right)}은 {\displaystyle f}의 고정점이 맞다.
명제 (차)의 증명. {\displaystyle \textstyle \bigvee S}가 {\displaystyle S}의 {\displaystyle L}에서의 상한이라고 하자. 그렇다면, {\displaystyle \textstyle \left[\bigvee S,\top \right]}은 완비 격자를 이룬다. 임의의 {\displaystyle s\in S}에 대하여, {\displaystyle s\in f(s)}이며 {\displaystyle \textstyle s\leq \bigvee S}이므로, {\displaystyle s\leq x_{s}}인 {\displaystyle \textstyle x_{s}\in f\left(\bigvee S\right)}가 존재한다. 이 경우, {\displaystyle \textstyle \bigvee _{s\in S}x_{s}\in f\left(\bigvee S\right)}이며 {\displaystyle \textstyle \bigvee S\leq \bigvee _{s\in S}x_{s}}이다. 따라서, {\displaystyle f}의 단조성에 의하여, 만약 {\displaystyle \textstyle a\in \left[\bigvee S,\top \right]}라면, {\displaystyle \textstyle g(a)=f(a)\cap \left[\bigvee S,\top \right]}은 공집합이 아니다. 또한, {\displaystyle f(a)}는 {\displaystyle L}의 부분 완비 격자이다. 따라서, {\displaystyle g(a)}는 {\displaystyle \textstyle \left[\bigvee S,\top \right]}의 부분 완비 격자를 이룬다. 즉, {\displaystyle a\mapsto g(a)}는 단조함수 {\displaystyle \textstyle g\colon \left[\bigvee S,\top \right]\to (\operatorname {Sub} (\left[\bigvee S,\top \right]),{\preceq }|_{\operatorname {Sub} (\left[\bigvee S,\top \right])})}를 정의한다. 명제 (자)에 따라, {\displaystyle g}의 최소 고정점이 존재하며, 이는 {\displaystyle S}의 {\displaystyle \operatorname {fix} (f)}에서의 상한이다.

## 역사

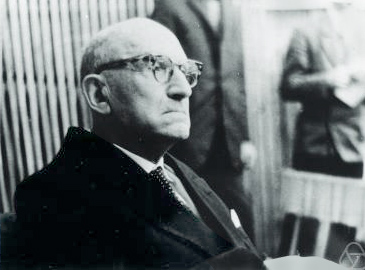
브로니스와프 크나스터 (1893~1980)

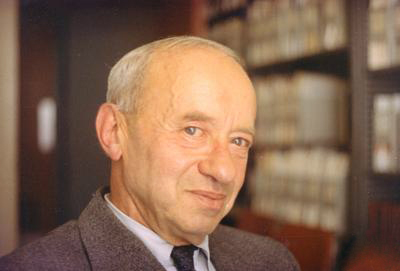
알프레트 타르스키 (1901~1983)

1927년 브로니스와프 크나스터(폴란드어: Bronisław Knaster)와 알프레트 타르스키가 멱집합 격자 위 단조함수의 고정점의 존재를 증명하였다.:286, 각주 2 타르스키 고정점 정리의 오늘날 형태는 1939년 타르스키가 도입하였으며, 1939년~1942년 동안 타르스키의 몇몇 공개 강의에서 소개되었다.:286, 각주 2 타르스키 고정점 정리의 역은 앤 모렐(영어: Anne C. Morel)이 증명하였다. 타르스키 고정점 정리의 다중 값 일반화는 저우린(중국어: 周林)이 초모듈러 게임(영어: supermodular game)의 내시 균형의 존재를 보이기 위하여 증명 및 사용하였다.

## 같이 보기
- 고정점 정리
- 완비 격자

## 참고 문헌
1. 1 2  Davis, Anne C. (1955). “A characterization of complete lattices”. 《Pacific Journal of Mathematics》 (영어) 5: 311–319. doi:10.2140/pjm.1955.5.311. ISSN 1945-5844. MR 0074377. Zbl 0064.26101.
2. 1 2  Zhou, Lin (1994). “The set of Nash equilibria of a supermodular game is a complete lattice”. 《Games and Economic Behavior》 (영어) 7 (2): 295–300. doi:10.1006/game.1994.1051. ISSN 0899-8256. MR 1295306. Zbl 0809.90138.
3. ↑  Knaster, Bronisław (1928). “Un théorème sur les fonctions d’ensembles”. 《Annales de la Société Polonaise de Mathématique》 (프랑스어) 6: 133–134. ISSN 0066-2216. JFM 54.0091.04.
4. 1 2  Tarski, Alfred (1955). “A lattice-theoretical fixpoint theorem and its applications”. 《Pacific Journal of Mathematics》 (영어) 5: 285–309. doi:10.2140/pjm.1955.5.285. ISSN 1945-5844. MR 0074376. Zbl 0064.26004.

- S. Hayashi (1985). “Self-similar sets as Tarski's fixed points”. 《Publ. RIMS Kyoto Univ.》 21 (5): 1059–1066. doi:10.2977/prims/1195178796.
- J. Jachymski; L. Gajek; K. Pokarowski (2000). “The Tarski-Kantorovitch principle and the theory of iterated function systems”. 《Bull. Austral. Math. Soc.》 61 (2): 247–261. doi:10.1017/S0004972700022243.
- E.A. Ok (2004). “Fixed set theory for closed correspondences with applications to self-similarity and games”. 《Nonlinear Anal.》 56 (3): 309–330. CiteSeerX 10.1.1.561.4581. doi:10.1016/j.na.2003.08.001.